# Bjännsjön (Bygdeå socken, Västerbotten, 713404-172465)
Bjännsjön är en sjö i Robertsfors kommun i Västerbotten och ingår i Dalkarlsåns huvudavrinningsområde. Sjön är 3,7 meter djup, har en yta på 0,405 kvadratkilometer och är belägen 178,9 meter över havet. Vid provfiske har abborre, gers, gädda och mört fångats i sjön.

## Delavrinningsområde
Bjännsjön ingår i det delavrinningsområde (713597-172337) som SMHI kallar för Utloppet av Bjännsjön. Medelhöjden är 207 meter över havet och ytan är 9,84 kvadratkilometer. Det finns inga avrinningsområden uppströms utan avrinningsområdet är högsta punkten. Avrinningsområdets utflöde Dalkarlsån mynnar i havet. Avrinningsområdet består mestadels av skog (90 procent). Avrinningsområdet har 0,49 kvadratkilometer vattenytor vilket ger det en sjöprocent på 4,5 procent.